# 灰叶溲疏
灰叶溲疏（学名：Deutzia cinerascens）为虎耳草科溲疏属下的一个种。

## 扩展阅读
- 維基物種上的相關：灰叶溲疏